# Camptostoma
Camptostoma és un gènere d'ocells de la família dels tirànids (Tyrannidae). Agrupa dues espècies natives de l'Amèrica del neotròpic on es distribueixen des del sud d'Amèrica del Nord (extrems sud-est d'Arizona i sud-est de Texas i nord de Mèxic), a través d'Amèrica Central i del Sud fins al centre de l'Argentina i l'Uruguai. En referència al nom de la família al que pertanyen i característiques morfològiques, en català als seus membres se'ls coneix pel nom vulgar de tiranet.

## Característiques
Els ocells d'aquest gènere són petits i monòtons, mesurant al voltant de 10 cm de longitud, amb una lleugera cresta erèctil i dues àmplies llistes alars blanquinoses o ocràcies. Tots dos estan àmpliament disseminats i habiten una varietat d'ambients semioberts incloent plantacions i parcs urbans.

## Etimologia
El nom genèric Camptostoma es compon de les paraules del grec antic «kamptos» que significa “corbat”, i «stoma, stomatos» que significa “boca”, “bec”.

## Taxonomia
Diversos autors van suggerir que C. obsoletum podia consistir en més d'una espècie, almenys tres; de fet, el grup politípic C. obsoletum pusillum del sud d'Amèrica Central i oest d'Amèrica del Sud, ja va ser tractat com a espècie separada; Rheindt et al (2008c) ho van comprovar genèticament, tanmateix van recomanar esperar més anàlisi.
Els amplis estudis genètic-moleculars realitzats per Tello et al (2009) van descobrir una quantitat de relacions noves dins de la família Tyrannidae que encara no estan reflectides en la majoria de les classificacions. Seguint aquests estudis, Ohlson et al (2013) van proposar dividir Tyrannidae en 5 famílies. Segons l'ordenament proposat, Camptostoma roman en Tyrannidae, en una subfamília Elaeniinae (Cabanis & Heine, 1859-60), en una tribu Euscarthmini (Ihering, 1904), al costat de Stigmatura, Inezia, Euscarthmus, Ornithion, part de Phyllomyias, Zimmerius i Mecocerculus (excloent-hi Mecocerculus leucophrys).
Segons la Classificació del Congrés Ornitològic Internacional (versió 14.2, 2024) aquest gènere està format per dues espècies:
- Camptostoma imberbe - tiranet imberbe septentrional.
- Camptostoma obsoletum - tiranet imberbe meridional.